# Wille Sundqvist
Wilhelm  "Wille" Sundqvist, född 26 oktober 1925 i Bjurholms församling, död 3 juni 2018 i Umeå, var en svensk slöjdare och träslöjdskonstnär, verksam i Bjurholm i Ångermanland.
Sundqvist var utbildad vid Carl Malmstens Verkstadsskola i Stockholm där han tog gesällprovet 1954. Därefter arbetade han som slöjdlärare i Virsbo och Strängnäs och 1960 började han som slöjdlärare på lärarseminariet i Luleå. År 1969 blev han slöjdkonsulent i Västerbotten.
Wille Sundqvist medverkade i flera böcker som har haft stor betydelse för utvecklingen av träslöjden. Häftet Tre Träslöjder gavs ut första gången 1972. Där beskrivs tillverkning av olika slöjdföremål likasom val av och behandling av trä samt slöjdens verktyg, slipning och bryning. Han var huvudförfattare till böckerna Träsvarvning enligt skärmetoden och Tälja med kniv och yxa. 1995 fick Wille Sundqvist Svenska Hemslöjdsföreningarnas riksförbunds guldmedalj.
Wille Sundqvist är far till träslöjdskonstnären Jögge Sundqvist.